# Villechenève
Villechenève ist eine französische Gemeinde mit 908 Einwohnern (Stand: 1. Januar 2022) im Département Rhône in der Region Auvergne-Rhône-Alpes. Administrativ gehört die Gemeinde zum Arrondissement Lyon und ist Teil des Kantons L’Arbresle (bis 2015: Kanton Saint-Laurent-de-Chamousset). Die Einwohner werden Milottiers genannt.

## Geographie
Villechenève liegt etwa 33 Kilometer westnordwestlich von Lyon. Hier entspringt der Fluss Loise, die Fontbonne begrenzt die Gemeinde im Norden.

### Nachbargemeinden
Die Nachbargemeinden von Villechenève sind Affoux im Norden, Montrottier im Osten und Südosten, Longessaigne im Süden, Chambost-Longessaigne im Südwesten, Panissières im Westen und Südwesten sowie Violay im Nordwesten.

## Bevölkerungsentwicklung
| Jahr                       | 1962 | 1968 | 1975 | 1982 | 1990 | 1999 | 2006 | 2012 |
| -------------------------- | ---- | ---- | ---- | ---- | ---- | ---- | ---- | ---- |
| Einwohner                  | 666  | 624  | 547  | 539  | 570  | 610  | 730  | 884  |
| Quellen: Cassini und INSEE |      |      |      |      |      |      |      |      |

## Sehenswürdigkeiten
- Kirche Mariä Himmelfahrt (Église de l’Assomption)
- Schloss Villette

|  |